# Мелетий Кириакос
Мелетий (на гръцки: Μελέτιος, Мелетиос) е гръцки духовник, епископ на Китроска епархия, умрял мъченически в началото на Гръцка война за независимост от 1821 година.

## Биография
Роден е със светското име Кириакос (Κυριακός). В 1812 година заема китроската катедра. Мести седалището на епископията от Китрос в Колиндър. Началото на Гръцката война за независимост заварва Мелетий в Солун, когато замества солунския митрополит Йосиф. Мелетий е заловен от турците в Солун и е затворен в Бялата кула. Оставен е да го разкъса тълпата и така умира на 21 юли същата година. Паметта му се чества от православаната църква на 21 юли.